# جويل جيرو
جويل جيرو (بالفرنسية: Joël Giraud) هو سياسي فرنسي، ولد في 14 أكتوبر 1959 في غب بروانس آلب كوت دازور في فرنسا. حزبياً، نشط في حزب اليسار الراديكالي.

## مناصب
- انتخب نائب فرنسي عن دائرة Hautes-Alpes's 2nd constituency [الإنجليزية]‏ وقد انضم خلال فترته النيابية [الإنجليزية]‏ (21 يونيو 2017 – ) للكتلة البرلمانية تكتل الجمهورية على الدرب [الإنجليزية]‏.
- انتخب نائب فرنسي عن دائرة Hautes-Alpes's 2nd constituency [الإنجليزية]‏ خلال فترته النيابية (20 يونيو 2012 – 20 يونيو 2017).
- انتخب نائب فرنسي عن دائرة Hautes-Alpes's 2nd constituency [الإنجليزية]‏ خلال فترته النيابية [الإنجليزية]‏ (20 يونيو 2007 – 19 يونيو 2012).
- انتخب عضو مجلس جهوي.
- انتخب رئيس بلدية [الإنجليزية]‏ L'Argentière-la-Bessée [الإنجليزية]‏ (20 مارس 1989 – ).
- انتخب نائب فرنسي عن دائرة Hautes-Alpes's 2nd constituency [الإنجليزية]‏ خلال فترته النيابية  [لغات أخرى]‏ (19 يونيو 2002 – 19 يونيو 2007).